# Sarcophaga maritima
Sarcophaga maritima är en tvåvingeart som beskrevs av Engel 1925. Sarcophaga maritima ingår i släktet Sarcophaga och familjen köttflugor. Inga underarter finns listade i Catalogue of Life.